# Giovanni Battista Gisleni

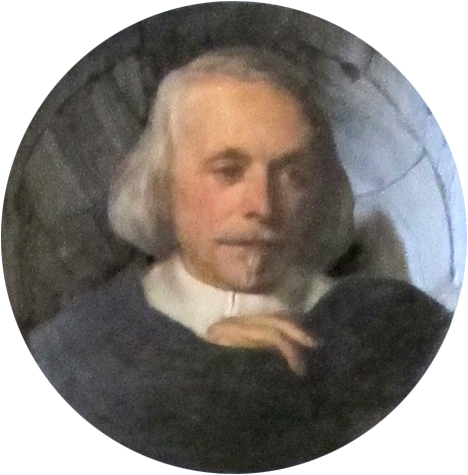
Giovanni Battista Gisleni.

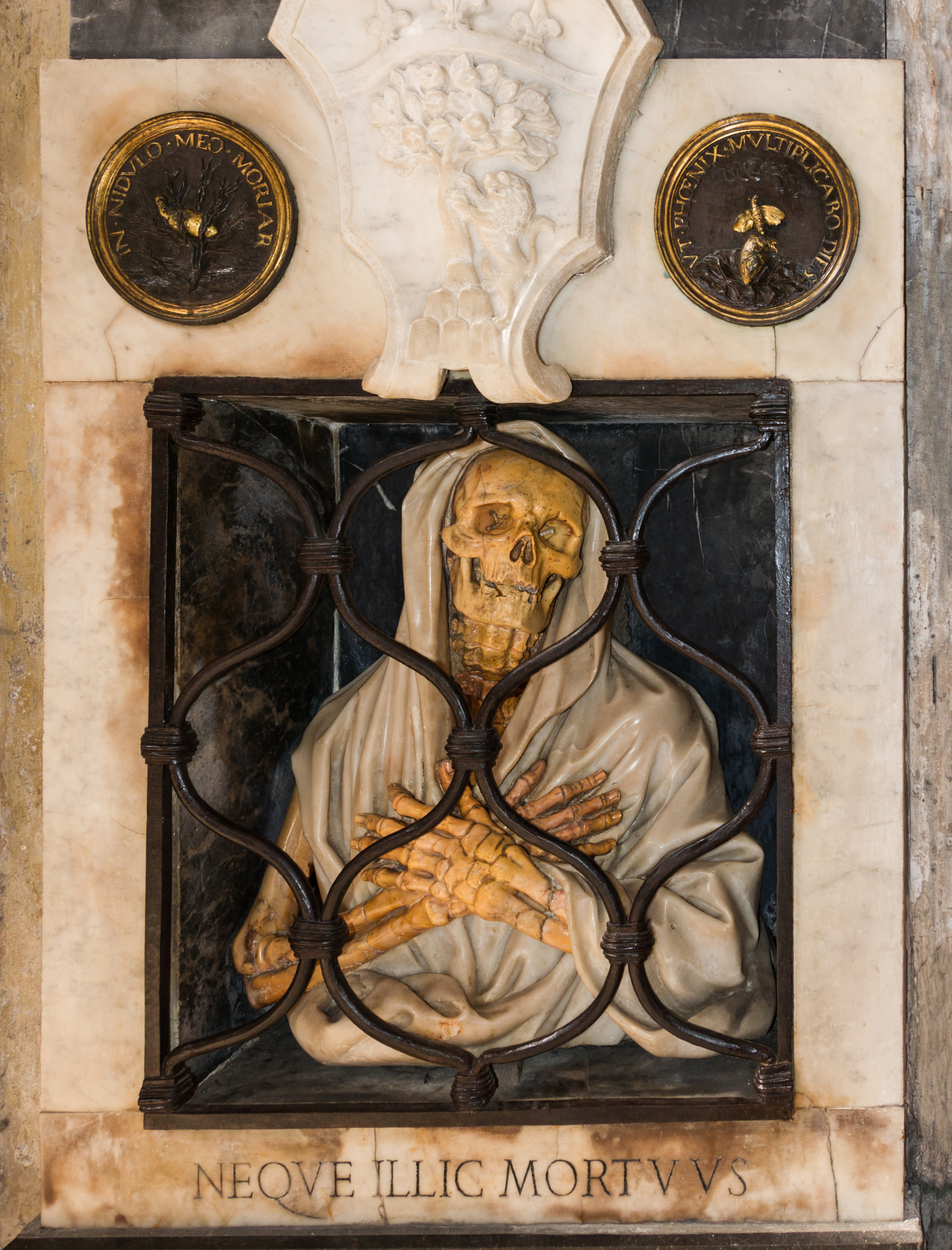
Detalj av Giovanni Battista Gislenis gravmonument i Santa Maria del Popolo.

Giovanni Battista Gisleni, född 1600 i Rom, död där 3 maj 1672, var en italiensk arkitekt, scenograf, teaterregissör och musiker. Han var medlem av Accademia di San Luca och Påvliga akademin för de sköna konsterna och litteratur.

## Biografi
Gisleni tjänade vid tre polska konungars hov: Sigismund III, Vladislav IV och Johan II Kasimir. Han ritade bland annat De oskodda karmeliternas kyrka i Lwów, Kartusianklostret i Bjaroza, högaltaret i Wawelkatedralen, Karmelitkyrkan i Warszawa och altaret i katedralen i Chełmża.

## Gravmonument
Gisleni har fått sitt sista vilorum i basilikan Santa Maria del Popolo vid Piazza del Popolo i Rom. Gravmonumentet, som är ritat av honom själv, uppvisar ett porträtt av konstnären och längre ner ett skelett i halvfigur, bakom galler. Under porträttet står det NEQVE HIC VIVVS (”Varken levande här”) och under skelettet NEQVE ILLIC MORTVVS (”eller död där”). Alldeles ovanför skelettet har Gisleni utformat två medaljonger: den ena med en larv i en puppa, den andra med en fjäril som frigör sig från puppan. Medaljongerna bär inskriptionerna: IN ⋅ NIDVLO ⋅ MEO ⋅ MORIAR (”Jag skall dö i mitt eget bo”) och VT ⋅ PHŒNIX ⋅ MVLTIPLICABO ⋅ DIES (”likt en Fenix skall jag mångfaldiga mina dagar”).

## Bilder
| - Karmelitkyrkan i Lwów. - Ruinen efter kartusianklostret i Bjaroza. - Högaltaret i Wawelkatedralen. - Karmelitkyrkan i Warszawa. - Giovanni Battista Gislenis gravmonument i Santa Maria del Popolo. |